# Thoracoscopie
Ne doit pas être confondu avec Thoracotomie.

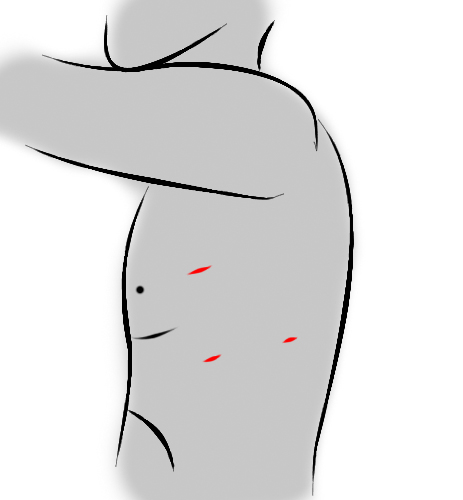
Positionnement des trocarts pour une lobectomie pulmonaire gauche par voie antérieure.

La thoracoscopie fait partie de la chirurgie dite minimalement invasive, pour le thorax. Ceci signifie des interventions faites par plusieurs petites incisions (d’environ 2 cm de long) à l’aide d’instruments longs et fins. La lumière et la vision sont fournies par une optique introduite par l’une de ces incisions. Un certain nombre d’interventions peuvent ainsi être pratiquées en chirurgie thoracique.
Ces interventions doivent respecter trois règles essentielles : la première est que le principe de base de l’intervention doit être identique à l’intervention classique pratiquée par une thoracotomie classique, c'est-à-dire qu’il ne saurait être question de faire une « opération au rabais ». La deuxième règle est que la sécurité du patient ne peut être compromise. La troisième est que le pronostic de l’affection traitée ne doit pas être péjoré par la voie minimalement invasive. Ces considérations font que toutes les opérations thoraciques ne se font pas par thoracoscopie.
Les avantages de la thoracoscopie sont principalement esthétiques, ainsi que la réduction de la douleur postopératoire dans la phase postopératoire initiale. L’inconvénient principal réside dans le coût élevé des instruments utilisés. En matière de chirurgie abdominale, le séjour postopératoire est souvent réduit de manière considérable par la laparoscopie par rapport à la laparotomie conventionnelle. Ceci est beaucoup moins le cas en chirurgie thoracique. Enfin le taux (en général faible) de douleurs résiduelles à long terme est identique après thoracoscopie et thoracotomie conventionnelle.
La thoracoscopie est certainement la voie d’abord de choix pour les interventions à visée purement diagnostique de la cavité pleurale ainsi que pour les interventions intrapleurales telles que la pleurodèse (injection d’une substance, en général le talc, afin de provoquer un accolement entre le poumon et la paroi thoracique). C’est également la meilleure voie d’abord pour pratiquer la sympathectomie thoracique (section de la chaîne sympathique pour traiter l’hyperhidrose palmaire et l’érythrophobie, appelée aussi érythème pudique). C’est également un excellent moyen pour procéder à des biopsies pulmonaires, pour autant que la ou les lésions à biopsier soient près de la surface pulmonaire. La thoracoscopie est également une voie populaire pour traiter les pneumothorax spontanés. Enfin la thoracoscopie permet de traiter les empyèmes pleuraux à un stade précoce.
En matière d’oncologie thoracique, la thoracoscopie est en général réservée pour des gestes à visée diagnostique. Ainsi la thoracoscopie permet de contribuer à l’évaluation du stade d’un cancer du poumon : on peut examiner la plèvre pour confirmer ou écarter une atteinte métastatique de la plèvre, on peut biopsier certains ganglions lymphatiques médiastinaux et on peut exciser des lésions pulmonaires périphériques de petite taille afin d’en déterminer la nature. Dans le cas de lésions pulmonaires périphériques de petite taille, la thoracoscopie permet de les exciser pour savoir s’il s’agit d’une lésion tumorale (voire métastatique en cas de tumeur extrapulmonaire).
Le geste chirurgical prévu ne peut pas chaque fois être accompli par thoracoscopie. Si la sécurité du patient est en jeu, la thoracoscopie sera convertie en thoracotomie conventionnelle.